# Julio Pedraza
Julio Sánchez Pedraza (Salamanca, 7 de noviembre de 1954) es un exfutbolista español que jugó de defensa. Fue conocido en los 70 y 80 por su paso por la Unión Deportiva Salamanca.

## Carrera deportiva
Pedraza debuta en 1975 en Segunda División con el Club Gimnàstic de Tarragona, con el que desafortunadamente desciende a Tercera División.
Entre 1976 y 1984 juega en la Unión Deportiva Salamanca, disputando siete temporadas en Primera División y una temporada en Segunda División, siendo el quinto jugador del Salamanca con más partidos disputados en Primera, con 123. Pedraza fue así uno de los jugadores más importantes durante la estancia del Salamanca en la máxima categoría del fútbol español.
En 1984 deja el Salamanca para fichar por el Granada Club de Fútbol de la Segunda División, descendiendo con el equipo granadino a Segunda División B en esa temporada. Tras el descenso abandonó el Granada.

## Clubes
| Club            | País   | Año         |
| --------------- | ------ | ----------- |
| Gimnàstic       | España | 1975 - 1976 |
| U. D. Salamanca | España | 1976 - 1984 |
| Granada C. F.   | España | 1984 - 1985 |